# Marcipa kirdii
Marcipa kirdii är en fjärilsart som beskrevs av Jean Pelletier 1975. Marcipa kirdii ingår i släktet Marcipa och familjen nattflyn. Inga underarter finns listade i Catalogue of Life.